# جزيرة العاشق الكبير
جزيرة العاشق الكبير جزيرة مرجانية سعودية تبلغ مساحتها نحو 0,3 كم². تعد من أكبر ثلاث جزر يطلق عليها «العاشق أو العواشق»، وهي الجزيرة الشمالية من هذه الجزر، والجزيرتان الأخريان تتبعان للجمهورية اليمنية وهما: «العاشق الصغير وظهرة العاشق». وتقع العاشق الكبير جنوب مدينة جازان، وغرب ساحل الموسم، وجنوب شرق جزر أرخبيل فرسان. وهي جزيرة صخرية مرتفعة السطح، تغطيها الرمال، تمتد من الشمال الشرقي إلى الجنوب الغربي، ويبلغ أقصى طول لها نحو كيلو متر واحد. تنتهي بعض سواحلها في البحر على هيئة حافات صخرية، وتبعد عن الساحل نحو 7,2 (ميل بحري). 